# Fifty Fathoms
Die Fifty Fathoms aus dem Jahr 1953 war die weltweit erste Taucheruhr.

## Eigenschaften
Im Jahre 1953 entwickelte Blancpain im Auftrag des französischen Militärs für die Kampfschwimmereinheit Les Nageurs de combat eine mechanische Taucheruhr mit automatischem Aufzug und einseitig drehbarer Lünette mit graduierter Bakelit-Einlage, mit der die Tauchzeit angezeigt werden konnte. Der Auftrag erfolgte durch den Marinekapitän Robert Maloubier und den Leutnant Claude Riffaud an den damaligen Geschäftsführer von Blancpain, Jean-Jacques Fiechter.
Den am 11. Juni 1954 registrierten Namen Fifty Fathoms (englisch für ‚fünfzig Faden‘) erhielt diese Automatikuhr aufgrund ihrer Wasserdruckdichtigkeit bis zu einer Tiefe von 50 nautischen Faden (1 fm = 1,829 m), entsprechend 91,45 m Tiefe oder circa 9 bar Druckunterschied.  Jacques-Yves Cousteau war in seinem Unterwasserfilm Die schweigende Welt (Originaltitel Le Monde du Silence; Gewinner des Cannes Film Festivals im Jahr 1956) mit dieser Uhr zu sehen. Das Uhrengehäuse war mit 42 mm Durchmesser im Vergleich zu Uhren der 1950er Jahre sehr groß. Die Krone war mit einem O-Ring abgedichtet, da die verschraubte Krone im Jahr 1953 durch ein Patent von Rolex geschützt war. Ende der 1950er Jahre wurde die Fifty Fathoms Aqua Lung entwickelt, die 1000 Fuß (rund 305 m) wasserdicht war. Im Jahr 1968 wurde die Fifty Fathoms No Radiation herausgebracht, bei der die Leuchtmasse Superluminova auf Uhrzeigern und Zifferblatt ohne radioaktive Energiezufuhr auskam.
Blancpain brachte im Jahr 1999 den Namen Fifty Fathoms in der Kollektion Trilogy zurück. Die eigentliche Wiedergeburt der Fifty Fathoms fand indes im Jahr 2003 unter der Leitung von Marc A. Hayek statt, selbst ein begeisterter Taucher: die Anniversary Edition Fifty Fathoms bestand aus drei limitierte Serien von je 50 Uhren und war erstmals mit einer Lünette mit Saphirglaseinlage ausgestattet. Auf dieser Basis fand die Taucheruhr ab 2007 wieder regulär in die Kollektion der Schweizer Uhrenmarke zurück, 2023 wurde zwischen den beiden Swatch-Group-Marken Swatch und Blancpain sogar eine Scuba Fifty Fathoms mit automatischem Werk und Biokeramik-Gehäuse lanciert, wasserdicht bis mindestens 91,45 m.

## Chronologie
| Jahr      | Name                       | Tauchtiefe         | weitere Eigenschaften             |
| --------- | -------------------------- | ------------------ | --------------------------------- |
| 1953      | Fifty Fathoms              | 50 Faden = 91,45 m | Automatik-Aufzug, Leuchtanzeige   |
| Ende 50er | Fifty Fathoms Aqua Lung    | 1000 Fuß = 304,8 m |                                   |
| 1968      | Fifty Fathoms No Radiation |                    | Leuchtanzeige ohne Radioaktivität |
| 2007      | Fifty Fathoms              | 300 m              |                                   |